# Club Náutico Albatros
El Club Náutico Albatros es un club náutico español dedicado a la vela ligera, el remo y el piragüismo situado en San Martín del Mar, en la margen izquierda de la ría de Villaviciosa (Asturias).

## Historia
El Club Náutico Albatros fue fundado el 19 de noviembre de 1965, en el salón de Juntas del Real Club de Tenis de Oviedo, y su primer presidente fue Francisco de Saro Posada.

## Instalaciones
El Club Náutico Albatros dispone de embarcadero y pañol, dos piscinas (una infantil y otra para adultos), cancha de tenis, y local social con cafetería, restaurante, salones y terraza.